# Мій обранець
Мій обранець (рос. Мой избранник) — радянський художній фільм 1984 року, знятий на кіностудії «Мосфільм».

## Сюжет
Розповідь про перший день прийому з особистих питань депутата районної Ради, молодого робітника Тимофія Зуйкова.

## У ролях
- Олександр Галибін — Тимофій Зуйков
- Галина Польських — Кабакова Віра Михайлівна, директор заводу
- Наталія Вавилова — Таня (вокал Олена Крашевська)
- Валентина Тализіна — мати Тимофія
- Марина Дюжева — Валя з молодіжного клубу танців
- Ірина Шмельова — Лялька, сестра Тимофія
- Андрій Гусєв — Венька Грибанов, наречений Ляльки
- Євгенія Ханаєва — Бєскова, ведуча церемонії урочистої реєстрації шлюбу
- Микола Трофімов — Міхєєв, інженер
- Юрій Волинцев — Георгій Феофанов, артист з музкомедії зі зламаною ногою
- Віктор Борцов — Нікотенко, робітник-алкоголік
- Світлана Рябова — Катя Іванова, мама з двома дітьми, відвідувачка з проханням про квартиру
- Валерій Носик — Чижиков, відвідувач з питанням про переробку відходів
- Ігор Охлупін — Валерій Єфремович Лапшин, морський капітан
- Олександр Постников — Протасов, гітарист ансамблю
- Леонід Платов — Іван Мартинович Єпішин, відвідувач зі справою про козу
- Микола Аверюшкін — Євген Мильников, офіціант пивного бару, колишній робітник
- Віктор Іллічов — Агєєв, робітник
- Людмила Альохіна — Люба, дружина Нікотенка
- Наталія Гурзо — Маргарита Зосимівна, начальник
- Володимир Бурлаков — електромонтер
- Михайло Бичков — водій вантажівки
- Анатолій Ведьонкін — начальник по каналізації
- Олексій Горячев — скляр Чириков
- Гаррі Дунц — епізод
- Олексій Преснецов — начальник в кабінеті Кабакова
- Олександр Пятков — Васютін, тренер з плавання
- Леонід Сатановський — Ричков, начальник телефонного зв'язку
- Анатолій Скорякин — слюсар
- Катерина Мелешина — Маша, дочка Каті Іванової
- Костянтин Вільський — Костя, син Каті Іванової
- Віра Бурлакова — епізод
- Олександр Блінов — бас-гітарист ансамблю на танцях
- Віктор Віст — барабанщик на танцях
- Юрій Калашник — гітарист на танцях
- Юрій Крашевський — клавішник на танцях
- Олександр Сажин — гість
- Раїса Сазонова — гостя

## Знімальна група
- Режисер — Олексій Корєнєв
- Сценаристи — Дмитро Іванов, Володимир Трифонов
- Оператор — Віктор Пищальников
- Композитор — Євген Крилатов
- Художник — Елеонора Немечек